# ジョン・ハーヴィー (第2代ハーヴィー男爵)
第2代ハーヴィー男爵ジョン・ハーヴィー（英語: John Hervey, 2nd Baron Hervey PC、1696年10月13日 - 1743年8月5日）は、イギリスの廷臣、作家、回想録著者。初代ブリストル伯爵ジョン・ハーヴィーと2人目の妻エリザベスの間の長男。1723年11月に父と1人目の妻イサベラの間の長男カーが死去すると、ハーヴィー卿（Lord Hervey）の儀礼称号を使用したが、父に先立って死去したためブリストル伯爵を継承することはなかった。

## 生涯
初代ブリストル伯爵ジョン・ハーヴィーと2人目の妻エリザベスの間の長男として、1696年10月13日に生まれた。ウェストミンスター・スクールとケンブリッジ大学クレア・カレッジ（1713年11月20日入学）で教育を受け、1715年に文学修士の学位を得た。1716年にパリを訪れ、そこからハノーファーに向かってジョージ1世の宮廷に入り、王太子ジョージ（後のイギリス国王ジョージ2世）に取り入った。帰国した後、軍人の道を諦め、父のとがめを押し切ってイックワースで詩作に没頭した。
1725年4月、バリー・セント・エドマンズ選挙区の補選で当選して庶民院議員に就任、王太子ジョージを支持したためウィリアム・パルトニーとともに反ウォルポール派の1人となった。しかし、王太子ジョージがジョージ2世として国王に即位するとともにウォルポールを引き続き起用すると、ハーヴィーも立場を変え、1,000ポンドの年金を得た。1728年1月にジョージ2世治世で初の議会が開会した直後、スティーブン・フォックスとともにイタリアに療養に向かい1729年9月に帰国した。ウォルポールとパルトニーがハーヴィーの支持を争った後、ハーヴィーはパルトニーとの決裂を選び、1730年5月7日にウォルポールから副宮内長官の職を得て、翌日に枢密顧問官に任命された。
1731年初、Sedition and Defamation display'dという匿名のパンフレットが「クラフツマンのパトロンに献呈」という形で発された。パンフレットにはパルトニーとボリングブルック子爵への攻撃が含まれたが、パルトニーがパンフレットの著者をハーヴィーであると考え、返事としてA Proper Reply to a late Scurrilous Libelというハーヴィーへの攻撃を書いたため、2人はアッパー・セント・ジェームズ・パークで決闘するに至り、軽傷を負うにいたった。匿名パンフレットの作者について、ブリタニカ百科事典第11版ではハーヴィーがパンフレットと献呈の著者ではないと述べたとしつつ、別の手紙では献呈の著者であると認めたとし、英国人名事典ではハーヴィーの回想録からハーヴィーが献呈の著者であるとし、パンフレットの著者はウィリアム・ヨングとしている。1732年1月のモーペス卿による陸軍規模削減の改正案に反対した後、1733年6月11日の繰上勅書によりハーヴィー男爵を父から継承、貴族院に移った。王妃キャロラインと親しかったため、副宮内長官にとどまっていたにもかかわらずジョージ2世に大きな影響力を有した。
1737年11月にキャロラインが死去すると、ハーヴィーは副宮内長官の職に不満をもち、昇進を求めた。ニューカッスル公爵は反対して、一時は辞任をちらつかせたが、後に折れて、ハーヴィーは1740年5月1日にゴドルフィン伯爵の後任として王璽尚書に就任した。1741年2月にグランヴィル男爵がウォルポールの解任を動議したときにはそれを反対した。翌年1月にはホレス・ウォルポールがハーヴィーが病気を患ったことを記述したが、2月にウォルポールが辞任したときも王璽尚書に留まり、7月にようやく罷免された。その後、Miscellaneous Thoughts on the present Posture of Foreign and Domestic Affairsといった政治パンフレットを書き続き、1743年2月にはハノーファー兵解散動議を支持、ほかにもジン法に反対したが、同年8月5日に病死、12日にイックワースに埋葬された。

## 私生活
メアリー・レペルとの結婚は1720年10月25日に公表されたが、実際は1720年4月21日に秘密結婚していた。その証拠にはイックワースで保存されている、初代ブリストル伯爵による1720年5月20日の手紙であり、ブリストル伯爵はその手紙で2人の秘密結婚を祝った。1721年7月にメアリー・ウォートリー・モンタギューからマー伯爵夫人に宛てた手紙ではハーヴィー夫婦の「熱烈な愛情」について書かれた。
2人は4男4女をもうけた、うち3人がブリストル伯爵を相次いで継承した。
- メアリー・ハーヴィー（1720年頃 - ?） - 1745年10月31日、ターロウーのジョージ・フィッツジェラルドと結婚
- ジョージ・ウィリアム・ハーヴィー（1721年 - 1775年） - 第3代ハーヴィー男爵、第2代ブリストル伯爵
- レペル・ハーヴィー（1723年4月15日 - 1780年5月11日） - 1742/1743年2月26日、初代マルグレイヴ男爵コンスタンティン・フィップスと結婚、子供あり
- オーガスタス・ジョン・ハーヴィー（1724年 - 1779年） - 第3代ブリストル伯爵、嫡出子のないまま死去
- フレデリック・オーガスタス・ハーヴィー（英語版）（1730年 - 1803年） - 1752年。エリザベス・デイヴァースと結婚、子供あり
- ウィリアム・ハーヴィー将軍（1732年5月13日 - 1815年） - 生涯未婚
- アメリア・キャロライン・ナッソー・ハーヴィー（1734年 - 1814年） - 生涯未婚
- キャロライン・ハーヴィー（1736年 - 1819年） - 生涯未婚

ハーヴィーは両性愛であった。アン・ヴェーンと関係を持ったほか、レディ・メアリー・ウォートリー・モンタギュー、さらにはキャロライン王女と関係をもった可能性もある。1728年にスティーブン・フォックスがハーヴィーに従ってイタリアに向かった後、2人はその後の10年間にたびたび同棲した。1736年にはじめて出会ったフランチェスコ・アルガロッティには熱烈なラブレターを送り、王太子フレデリック・ルイスとは友好な関係をもったこともあり、性的な関係をもった可能性もあった。野党のウィリアム・パルトニーからは性的にあいまいであると批判され、アレキサンダー・ポープも『Sporus』でハーヴィーを批判した。また、スティーブン・フォックスと関係をもつ以前はその弟ヘンリー・フォックスに引きつけられた。
1727年から1737年にかけての宮廷生活についての回想録を書き、以降家族によって保存されていた。次男オーガスタスはジョージ3世（1820年没）が死去するまで出版することを禁じ、回想録は1848年に出版された。